# Municipio de Richwoods (condado de Jackson)
El municipio de Richwoods (en inglés: Richwoods Township) es un municipio ubicado en el condado de Jackson en el estado estadounidense de Arkansas. En el año 2010 tenía una población de 341 habitantes y una densidad poblacional de 3,31 personas por km².

## Geografía
El municipio de Richwoods se encuentra ubicado en las coordenadas 35°33′12″N 91°5′4″O / 35.55333, -91.08444. Según la Oficina del Censo de los Estados Unidos, el municipio tiene una superficie total de 103.02 km², de la cual 101,38 km² corresponden a tierra firme y (1,59 %) 1,63 km² es agua.

## Demografía
Según el censo de 2010, había 341 personas residiendo en el municipio de Richwoods. La densidad de población era de 3,31 hab./km². De los 341 habitantes, el municipio de Richwoods estaba compuesto por el 96,48 % blancos, el 0,29 % eran afroamericanos, el 1,76 % eran amerindios, el 0,29 % eran asiáticos y el 1,17 % eran de una mezcla de razas. Del total de la población el 2,93 % eran hispanos o latinos de cualquier raza.